# Clara Janés
Clara Janés (ur. 6 listopada 1940 w Barcelonie) – hiszpańska pisarka oraz tłumaczka różnych języków środkowoeuropejskich i wschodnich. Uprawia różne gatunki literackie, m.in. powieść, wspomnienia, biografie, sztuki teatralne, eseje, a zwłaszcza poezję. Członkini Hiszpańskiej Akademii Królewskiej.
W 2000 roku została odznaczona Medalem Za Zasługi I stopnia. W maju 2017 roku otrzymała nagrodę Gratias Agit